# Усечённый куб
Усечённый куб — полуправильный многогранник (архимедово тело) с 14 гранями, составленный из 8 правильных треугольников и 6 правильных восьмиугольников.
В каждой из его 24 одинаковых вершин сходятся две восьмиугольных грани и одна треугольная. Телесный угол при вершине равен {\displaystyle \arccos \left(-{\frac {2{\sqrt {2}}}{3}}\right)\approx 0{,}89\pi .}
Усечённый куб имеет 36 рёбер равной длины. При 12 рёбрах (между двумя восьмиугольными гранями) двугранные углы прямые, как в кубе; при 24 рёбрах (между треугольной и восьмиугольной гранями) двугранные углы тупые и равны {\displaystyle \arccos \left(-{\frac {\sqrt {3}}{3}}\right)\approx 125{,}26^{\circ },} как в кубооктаэдре.
Усечённый куб можно получить из обычного куба, «срезав» с того 8 правильных треугольных пирамид, — либо как пересечение имеющих общий центр куба и октаэдра.

## Метрические характеристики
Если усечённый куб имеет ребро длины {\displaystyle a}, его площадь поверхности и объём выражаются как
{\displaystyle S=2\left(6+6{\sqrt {2}}+{\sqrt {3}}\right)a^{2}\approx 32{,}4346644a^{2},}
{\displaystyle V={\frac {1}{3}}\left(21+14{\sqrt {2}}\right)a^{3}\approx 13{,}5996633a^{3}.}
Радиус описанной сферы (проходящей через все вершины многогранника) при этом будет равен
{\displaystyle R={\frac {1}{2}}{\sqrt {7+4{\sqrt {2}}}}\;a\approx 1{,}7788236a;}
радиус полувписанной сферы (касающейся всех рёбер в их серединах) —
{\displaystyle \rho ={\frac {1}{2}}\left(2+{\sqrt {2}}\right)a\approx 1{,}7071068a.}
Вписать в усечённый куб сферу — так, чтобы она касалась всех граней, — невозможно. Радиус наибольшей сферы, которую можно поместить внутри усечённого куба с ребром {\displaystyle a} (она будет касаться только всех восьмиугольных граней в их центрах), равен
{\displaystyle r_{8}={\frac {1}{2}}\left(1+{\sqrt {2}}\right)a\approx 1{,}2071068a.}
Расстояние от центра многогранника до любой треугольной грани превосходит {\displaystyle r_{8}} и равно
{\displaystyle r_{3}={\sqrt {{\frac {17}{12}}+{\sqrt {2}}}}\;a\approx 1{,}6825220a.}

## В координатах
Усечённый куб можно расположить в декартовой системе координат так, чтобы координаты его вершин были всевозможными перестановками чисел {\displaystyle (\pm 1;\;\pm 1;\;\pm ({\sqrt {2}}-1)).}
Начало координат {\displaystyle (0;0;0)} будет при этом центром симметрии многогранника, а также центром его описанной и полувписанной сфер.

## Заполнение пространства
С помощью октаэдров и усечённых кубов можно замостить трёхмерное пространство без промежутков и наложений (см. иллюстрации).

## Примечания

Усечённый куб, совершающий полный оборот шагами по 15°

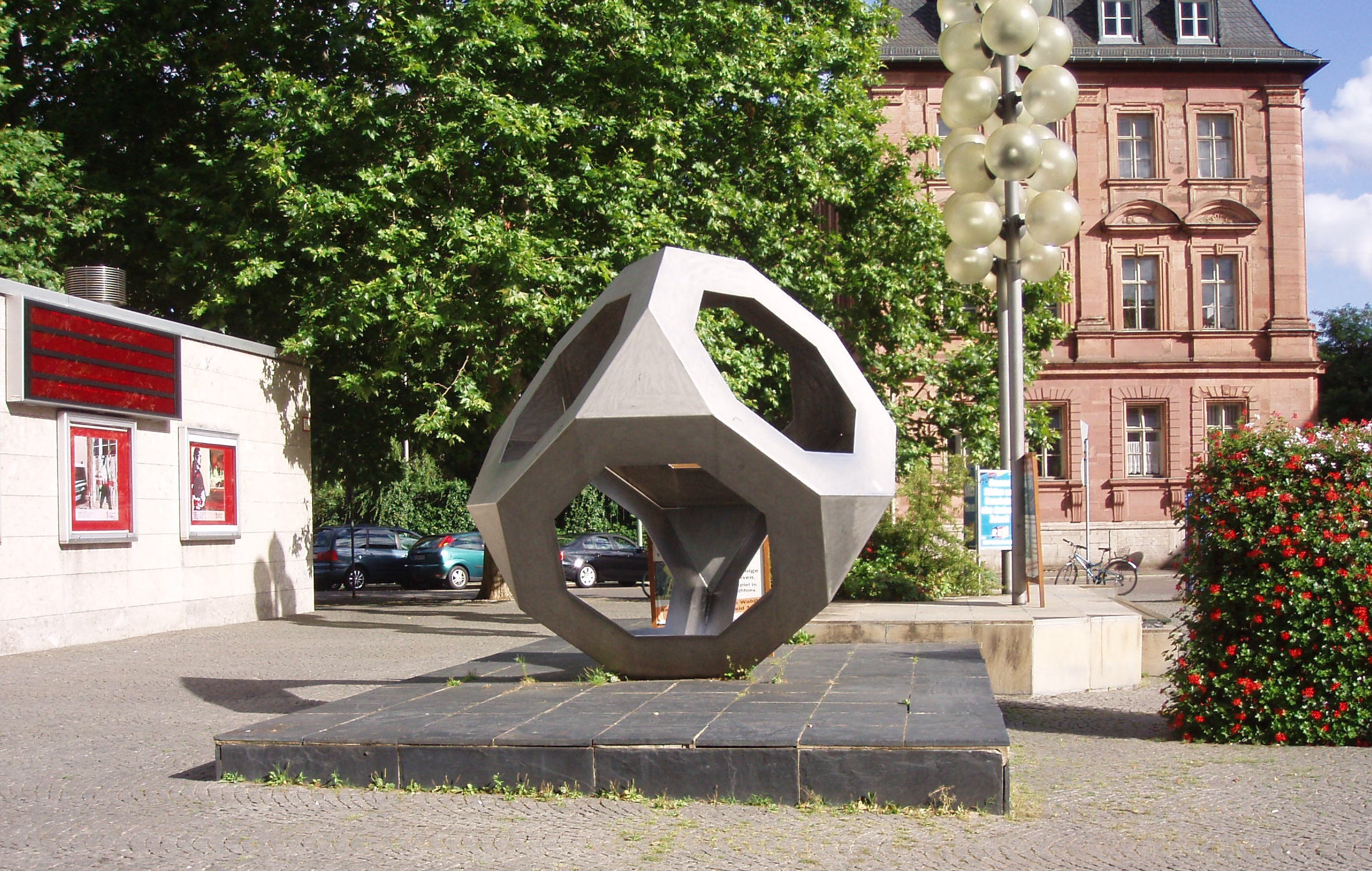
Уличная скульптура в Вюрцбурге